# Artazu
Artazu è un comune spagnolo di 105 abitanti situato nella comunità autonoma della Navarra.